# Robecco sul Naviglio
Pour les articles homonymes, voir Rebec.
Robecco sul Naviglio (parfois nommée en français sous le nom de Rebec) est une commune italienne de la ville métropolitaine de Milan, dans la région de la Lombardie.

## Administration
| Période                                  | Période | Identité | Étiquette | Qualité |
| ---------------------------------------- | ------- | -------- | --------- | ------- |
|                                          |         |          |           |         |
| Les données manquantes sont à compléter. |         |          |           |         |

### Frazione
Casterno, Cascinazza, Castellazzo de' Barzi, Carpenzago.

### Communes limitrophes
Corbetta, Magenta, Cassinetta di Lugagnano, Cerano, Abbiategrasso.

### Jumelages
- Fosses-la-Ville.

## Personnalités liées à la commune
- Graziella Mascia (1953-2018), femme politique italienne est décédée dans cette commune.